# Sant'Antonio Abate
Sant'Antonio Abate es un municipio italiano localizado en la ciudad metropolitana de Nápoles, región de Campania. Cuenta con 19.746 habitantes en 7,93 km².
El territorio municipal contiene las frazioni (subdivisiones) de Buonconsiglio, Casa Iovine, Cottimo, Fusara, Pontone y Salette. Limita con los municipios de Gragnano, Lettere, Pompeya y Santa Maria la Carità, en la ciudad metropolitana de Nápoles, y con Angri y Scafati, en la provincia de Salerno.

## Evolución demográfica
| Gráfica de evolución demográfica de Sant'Antonio Abate entre 1861 y 2011 |
|                                                                          |
| Fuente ISTAT - elaboración gráfica de Wikipedia                          |